# Bình Định Bắc
Bình Định Bắc là một xã thuộc huyện Thăng Bình, tỉnh Quảng Nam, Việt Nam.
Xã Bình Định Bắc có diện tích 14,52 km², dân số năm 2019 là 4.767 người, mật độ dân số đạt 328 người/km².